# 유동민
유동민(1989년 3월 27일 ~ )은 대한민국의 축구 선수다.

## 선수 경력
초당대학교를 졸업한 뒤 2011년 K리그신생팀인 광주FC에 입단했다. 2011년 6월 25일, 제주 유나이티드와의 경기에서 데뷔골을 기록하였다.
2013시즌을 앞두고 내셔널리그의 경주 한국수력원자력에 입단했다.

## 플레이 스타일
키가 크고 헤딩능력이 뛰어나 타겟형 스트라이커의 모습을 지녔다.